# Дневник, письмо и первоклассница
«Дневни́к, письмо́ и первокла́ссница» — советский двухсерийный детский художественный телефильм, снятый в 1984 году на киностудии «Узбекфильм» Хабибом Файзиевым по одноимённому рассказу Латифа Махмудова. Продолжительность каждой серии — 63 минуты. Название серий: «Загадочное письмо» и «Что такое счастье?».

## Сюжет
В фильме параллельно развиваются две сюжетные линии: одна связана с письмом, другая — с первоклассницей.

### Сюжетная линия, связанная с письмом
Учитель русского языка Алиджан Валиевич просит пятиклассника Улугбека передать отцу письмо. Поскольку Улугбек успехами в школе не блещет, он уверен, что учитель вызывает отца в школу, чтобы рассказать о какой-нибудь проделке сына. Под давлением Мирвали, инициативного друга, Улугбек скрывает письмо от отца и начинает составлять список своих проделок. К счастью, отец как раз в этот день уехал в командировку, и у Улугбека есть неделя на то, чтобы исправиться, однако под руководством Мирвали исправление движется плохо, так как тот полагает, что вместо того, чтобы признаваться в своих грехах, лучше умело скрыть их.

### Сюжетная линия, связанная с первоклассницей
Однажды ребята встречают заплаканную первоклассницу Уми́ду, которой поставили единицу. Улугбек исправляет кол на четвёрку. Когда Умида принесла домой шесть четвёрок, четыре из которых поставила сама, её отец заподозрил неладное и решил сходить в школу для разговора с учительницей. Ребята, боясь разоблачения, подделывают письмо от учительницы, в котором та, якобы, сообщает, что два отличника — Улугбек и Мирвали — будут после уроков заниматься с дочерью. Они действительно начинают заниматься с Умидой. Мирвали входит в роль учителя: надевает очки, в которых ничего не видит, цитирует Коменского, Гаусса, Пуассона, строжится, однако оказывается, что он не способен объяснить даже элементарных вещей и доводит девочку до слёз своим криком. Улугбек же с лёгкостью объясняет Умиде пример с помощью наглядных пособий — косточек от абрикоса.
В итоге Умида начала проявлять интерес к учёбе, а когда из командировки возвращается отец Улугбека, выясняется, что в письме Алиджан Валиевич просил его организовать для класса экскурсию на завод, и все переживания Улугбека оказались напрасны.
В конце концов Улугбек заключает для себя, что «счастье — это когда живёшь с чистой совестью и ещё — когда поможешь тому, кто слабее тебя».

## В ролях
- Равшан Хамраев — Улугбек
- Улугбек Хамраев — Мирвали
- Гулнора Пайзиева — Мунира Батырова
- Сабохат Шонасырова — Умида, первоклассница
- Мухайе Садыкова — «Секретарша»
- Рустам Талибджанов — Батыр
- Мурад Раджабов — Алиджан Валиевич, учитель русского языка
- Дилором Камбарова — Гульпохор Тимуровна, учительница истории
- Умида Ахмедова — учительница французского
- Дильбар Касымова — бабушка Улугбека
- Салохиддин Зиямухамедов — отец Улугбека
- Жумадулла Раметов — отец Умиды
- Саида Раметова — мать Умиды
- Хусан Шарипов — учитель пения
- Зилола Бурибаева
- Зиеда Бурибаева
- Дилфуза Камилова
- Абдулхамид Маннанов
- Раджаб Адашев — артист передвижного цирка
- Севара Азимова
- Х. Мусабаев
- Т. Мелиев
- Учкун Рахманов
- Уктам Лукманова

## Съёмочная группа
- Режиссёр-постановщик: Хабиб Файзиев
- Художник-постановщик: Анвар Махкамов
- Текст песен: Онегин Гаджикасимов
- Звукооператор: Малик Абдурахманов
- Режиссёр: Абдужалил Бурибаев
- Монтаж: Г. Панн
- Редактор: А. Хван
- Музыкальный редактор: Е. Падерина
- Художник-гримёр: Н. Шустяк
- Художник по костюмам: И. Литвиненко
- Директор картины: Павел Ан

## Музыка в фильме
Музыку исполняет Государственный симфонический оркестр Госкино СССР. Дирижёры М. Нерсесян, Э. Хачатурян.
В фильме звучит несколько песен, исполненных хором детской музыкальной школы № 1 имени С. Прокофьева города Москвы (художественный руководитель Ю. Виноградова).